# Yunus Nüzhet Unat
Yunus Nüzhet Unat (4 de agosto de 1913; data de morte desconhecido) foi um ciclista turco que representou seu país nos Jogos Olímpicos de Verão de 1928, na prova de perseguição por equipes (4 000 m).